# Miruše
Miruše (cyr. Мируше) – wieś w Bośni i Hercegowinie, w Republice Serbskiej, w gminie Bileća. W 2013 roku liczyła 4 mieszkańców.